# Konrad II hrabia Sternberg-Waldeck
Konrad II von Waldeck-Sternberg (ur. ok. 1225, zm. 15 stycznia 1277 w Magdeburgu) – od 1266 do 1277 arcybiskup Magdeburga.
Konrad był synem Henryka I von Waldeck-Sternberg. Początkiem kariery kościelnej Konrada była pozycja kanonika kościoła św. Szymona i Judy w Goslar. Dzięki licznym rekomendacjom otrzymał posadę księdza-szambelana na dworze biskupim w Magdeburgu. W 1258 roku jest wymieniony jako skarbnik arcybiskupa. Wydaje się, że zarządzanie finansami arcybiskupstwa w Magdeburgu szło mu bardzo dobrze. W 1263 roku brał udział w rozdziale gruntów zaodrzańskich pomiędzy książąt związanych z Brandenburgią. W dniu 26 grudnia 1266 roku został obrany arcybiskupem Magdeburga, ale papieskie potwierdzenie przyszło bardzo późno, więc w tym czasie Konrad związał się sojuszami z władcami Saksonii, Wirtembergii, Meklemburgii i Saksonii-Wittenberg.
Brał udział w rozwoju arcybiskupstwa w Gnieźnie.